# Giusi Malato
Giusi Malato, född 9 juli 1971 i Catania, är en italiensk vattenpolospelare och -tränare. Hon ingick i Italiens landslag vid olympiska sommarspelen 2004. Malatos främsta meriter som spelare är ett OS-guld, två VM-guld, fyra EM-guld, sex segrar i LEN Champions Cup och fjorton italienska mästerskap. Hon var tränare för Orizzonte Catania 2006–2008.
Malato tog OS-guld i damernas vattenpoloturnering i samband med de olympiska vattenpolotävlingarna 2004 i Aten. Hennes målsaldo i turneringen var tre mål, varav ett i OS-finalen mot Grekland. EM-guld tog hon 1995 i Wien, 1997 i Sevilla, 1999 i Prato samt 2003 i Ljubljana och VM-guld 1998 i Perth samt 2001 i Fukuoka.
Malato tillträdde 2006 som tränare för Orizzonte som även hade varit hennes klubblag som spelare fram till år 2005. Malato avslutade sin tid som tränare för Orizzonte 2008 med seger i LEN:s europacup för damer, LEN Champions Cup. Bara tre år tidigare hade Malato varit en av spelarna i Orizzontes vinnande LEN Champions Cup-lag.